# Carlo Respighi
Carlo Respighi ( Roma, Italia, 18 de Noviembre de 1873-Ciudad del Vaticano, 6 de Junio de 1947), fue un presbítero italiano, protonotario apostólico de numero participante y Maestro de las Ceremonias Litúrgicas Pontificias de 1918 a 1947.

## Biografía
Nació en Roma, en la Torre del Campidoglio, donde reside la familia ya que su padre, Lorenzo (1824-1889), originario de Cortemaggiore, en la provincia de Piacenza, fue nombrado durante ocho años por Pío IX, director del Observatorio Astrónomo de Roma, radicado allí, se traslado alla, en 1937, a Monte Mario, además de ser profesor de astronomía en la Universidad "La Sapienza", cargos que ocupará hasta su muerte. Se le considera, después de Schiaparelli, el astrónomo italiano más eminente del siglo XIX.
De niño acompaña a menudo a Giovanni Battista de 'Rossi, el maestro de la arqueología cristiana, amigo íntimo de la familia Respighi y que vive al pie de la rampa del Capitolio en sus visitas a las catacumbas.
Su vocación sacerdotal se desarrolla así en contacto con la memoria de los primeros mártires cristianos.
Es alumno del Almo Collegio Capranica de 1890 a 1896 y tiene como condiscípulos a los futuros cardenales Benedetto Aloisi Masella, Luigi Maglione, Francesco Marchetti Selvaggiani, Clemente Micara, así como a Eugenio Pacelli, más tarde Papa Pío XII.

### Vida religiosa
Asistió a la Pontificia Universidad Gregoriana y fue ordenado sacerdote en 1895.
Experto en música gregoriana, ya en 1899 se destacó por sus estudios sobre el Graduale Romanum de Palestrina.
En 1902 fundó, junto con el jesuita Angelo De Santi, la revista Rassegna Gregoriana, que dirigió hasta 1914.
Al año siguiente colaboró activamente en la redacción de la canción motu proprio Tra, por solicitud de Pío X, recién elegido, sobre música sacra.
Ya en 1899 era miembro, como supernumerario, del Colegio de maestros de ceremonias pontificios.
Llegó a ser subsecretario de la Sagrada Congregación Ceremonial, cargo que ocupó hasta 1918, y secretario de la Comisión de Música y Canto Sacro de la Sagrada Congregación de Ritos.
Participa, como maestro de ceremonias, en el Cónclave de 1914, donde es electo Benedicto XV.
El 29 de mayo de 1917 fue nombrado protonotario apostólico ad instar participante con la tarea de la futura sucesión de Francesco Riggi, prefecto de las ceremonias pontificias desde el 10 de septiembre de 1895, al que sucedió al año siguiente.
En el lapso de treinta años, entre 1918 y 1947, como prefecto de ceremonias, coordinó y dirigió numerosos ritos, entonces muy complejos, relacionados con tres Sumos Pontífices Benedicto XV, Pío XI y Pío XII: el funeral de los papas en 1922 y 1939, los Cónclaves relativos, 21 consistorios para la creación de nuevos cardenales (3 de Benedicto XV, 17 de Pío XI, 1 de Pío XII), los ritos de los Años Santos de 1925 y 1933, las ceremonias de beatificación y canonización de innumerables figuras, como Juana de Arco, Bernadette Soubirous, Juan Bosco, Juan Maria Vianney, Teresa de Lisieux, Roberto Bellarmino, Francesca Saverio Cabrini y muchos otros.
Entre sus colaboradores, como maestros de ceremonias pontificias, se encuentran, en los últimos años, los futuros cardenales Paolo Giobbe, Enrico Dante, Carlo Grano, Giuseppe Antonio Ferretto, Fiorenzo Angelini.
Desde el año 1900 es sacerdote, magister desde 1931 hasta su muerte, del Collegium Cultorum Martyrum, ocupándose, en particular, tras la firma de los Pactos de Letrán, de la restauración de las estaciones cuaresmales, antigua tradición litúrgica que, siguiendo la prohibición, después de 1870, de todo acto de culto público fuera de las iglesias, actualmente, han caído en desuso.
El 24 de abril de 1923 fue nombrado miembro efectivo del Comité Directivo de la Exposición Misionera del Vaticano para el Año Santo de 1925.
Rector de la Basílica de los Cuatro Santos Coronados de Letrán, el 22 de diciembre de 1935 fue ascendido a protonotario apostólico de numero participante y canónigo de la Archibasílica de Letrán.
Murió repentinamente, a la edad de 74 años, el viernes 6 de junio de 1947 a las 9:35, de un Infarto agudo de miocardio, mientras se encontraba en los apartamentos papales en el Vaticano.
Incluso el día anterior había asistido a Pío XII en la Santa Misa celebrada por la primera comunión del sobrino bisnieto del Papa y los hijos de los miembros del cuerpo diplomático.
En la actualidad esta enterrado junto con su tío en la rectoría de la Diócesis de Roma.